# Whitney Houston Live: Her Greatest Performances
Whitney Houston Live: Her Greatest Performances (tạm dịch: Những màn biểu diễn trực tiếp hay nhất của Whitney Houston) là album trực tiếp đầu tiên của nữ ca sĩ người Mỹ Whitney Houston. Vào ngày 16 tháng 9 năm 2014, hãng đĩa Legacy Recordings, một phần của Sony Music Entertainment, đã lên kế hoạch phát hành album Whitney Houston Live: Her Greatest Performances vào thứ hai ngày 10 tháng 11 năm 2014.

## Nội dung và phát hành
Đây là album đầu tiên ghi lại những khoảng khắc đáng nhớ trong những màn biểu diễn trực tiếp của nữ ca sĩ 7 lần đoạt giải Grammy — Whitney Houston. Album được phát hành dưới dạng CD và DVD, bao gồm những video trình diễn đáng kinh ngạc và sống mãi với thời gian của Whitney, tiếp tục tôn vinh cô là một trong những ca sĩ xuất sắc nhất mọi thời đại. Toàn bộ phần âm thanh và hình ảnh trong album đều đã được phục hồi và phối khí lại để có chất lượng tốt hơn.
Whitney Houston Live: Her Greatest Performances sẽ đưa người nghe đi qua những dấu mốc lịch sử trong sự nghiệp của Whitney, từ khi cô ra mắt trên các kênh truyền hình quốc gia trong chương trình The Merv Griffin Show (1983) - chương trình mà cô đã trình diễn ca khúc "Home" từ The Wiz như là một thiếu niên đặc biệt cho đến màn trình diễn đầy cảm xúc "I Didn't Know My Own Strength" (2009) trong chương trình The Oprah Winfrey Show.
Nhà sản xuất của CD và DVD là chủ nhân của 5 giải Grammy - Clive Davis. Ông nói: "CD/DVD trực tiếp của Whitney sẽ làm tất cả mọi người phải bất ngờ. Nó chắc chắn sẽ giải thích tại sao Whitney hoàn toàn độc đáo, là ca sĩ đứng đầu mọi thời đại. Đối với tôi, album này tràn ngập cảm xúc. Nó khẳng định rõ rằng Whitney là một ca sĩ rất đặc biệt. Album này cũng khiến cho bi kịch khi cô qua đời quá trẻ trở nên đau đớn hơn. Xem DVD này là một trải nghiệm đầy mê hoặc. Giọng hát tuyệt vời của Whitney và những ca khúc đã vượt qua thử thách về thời gian, để thực sự trở nên tuyệt vời và huyền diệu hơn."
Thay mặt cho The Whitney Houston Estate, Patricia Houston, chị dâu của Whitney - chủ tịch quỹ bất động sản này đã nói rằng: "Whitney thực sự có một giọng hát hoàn hảo, nó không chỉ hay mà còn rất sống động. The Whitney Houston Estate đã làm việc tích cực cùng Clive và Sony Legacy để cho ra một album tốt nhất nhằm tôn vinh và tưởng nhớ Whitney. Với tất cả mọi người, album này có thể đem đến nhiều cảm xúc khác nhau nhưng chúng tôi hi vọng nó sẽ thỏa mãn những người hâm mộ của Whitney trên toàn thế giới."
Trong tuần phát hành đầu tiên, Whitney Houston Live: Her Greatest Performances đã có cú mở đầu đầy ấn tượng trên bảng xếp hạng Billboard: xuất hiện tại vị trí thứ 1 trên bảng xếp hạng Billboard Top R&B Albums, thứ 2 trên bảng xếp hạng Billboard Top R&B/Hip Hop Albums và thứ 19 trên bảng xếp hạng Billboard 200. Doanh số bán lẻ kĩ thuật số của album cũng có sự đột phá: hơn 30% lượng tiêu thụ của album là từ việc bán lẻ kĩ thuật số. Đây là lần đầu tiên Whitney đạt được thành công này trong sự nghiệp của mình.

## Đánh giá chuyên môn
| Đánh giá chuyên môn | Đánh giá chuyên môn |
| Nguồn đánh giá      | Nguồn đánh giá      |
| Nguồn               | Đánh giá            |
| ------------------- | ------------------- |
| Allmusic            | [ 14 ]              |
| Slant               | [ 15 ]              |
| New York Daily News | [ 16 ]              |
| Star Pulse          | [ 17 ]              |
| Entertainment Focus | [ 18 ]              |
| The Buffalo News    | [ 19 ]              |
| News Day            | A                   |
| Soul Tracks         | Khuyến khích cao    |

Nhìn chung, album nhận được nhiều đánh giá tích cực từ các nhà phê bình. Tác giả Andy Kellman của Allmusic đánh giá album 3,5 sao trên 5 sao cùng lời nhận xét: "Bạn sẽ không thể quên được tên cô ấy - Whitney Houston", Her Greatest Performances là một niềm an ủi lớn cho những người hâm mộ lâu năm của cô". Tác giả Jim Farber của New York Daily News cho rằng album xứng đáng được đánh giá 5 sao: "Những bản thu âm ở đây, cùng với âm vang riêng của từng ca khúc, sự trình bày hoàn hảo... - điều này chứng tỏ rằng Houston trình diễn đơn tốt hơn nhiều so với khi cô trình diễn theo nhóm. Những phần trình diễn cũng đồng thời thành công với việc bác bỏ hình ảnh "một tượng sáp quá hoàn hảo" trong những năm mà sự nghiệp của cô sáng chói nhất". Trang Hallels.com bình luận về album: "Khi Whitney qua đời, những bản ballad bất hủ của cô cũng ra đi theo. Sau Whitney, bạn sẽ rất khó tìm những bản ballad theo kiểu của Whitney. Và sau Whitney, bạn sẽ không thể tìm được một giọng hát nào đẹp, màu sắc, có độ dày như cô nữa. Cảm ơn Chúa vì chúng ta có album này như là một món quà kỉ niệm để chia tay cô." Còn tác giả Andrew Chan của Slant Magazine khi nhận xét về album mới của Whitney đã viết rằng: "Tuy rằng một màn trình diễn khó rất có thể trở thành "gót chân Asin" của cô, nhưng nó đôi khi cũng đưa cô đến chiến thắng. Định hướng tốt đã giúp cho album Whitney Houston Live có bao gồm hai màn trình diễn bất hủ của cô. Điều này không chỉ chứng minh cho tài năng âm nhạc của ca sĩ, mà còn chứng tỏ rằng Whitney có khả năng trình diễn vượt lên trên những lời đồn đoán và sự tôn thờ của khán giả.", "huyền thoại về hình ảnh một ca sĩ hoàn hảo trong quá khứ có thể khiến cho công việc ở phòng thu âm của cô chấm dứt, nhưng khi đang ở đỉnh cao sự nghiệp của mình, Whitney là nghệ sĩ sinh ra để dành cho sân khấu, nơi mà giọng hát của cô có thể vang xa, vượt qua tất cả những giới hạn".
Tuy nhiên, bên cạnh những đánh giá tích cực, các nhà phê bình cũng đã đưa ra một số đánh giá tiêu cực về album, cho rằng công ty quản lý của Whitney đã lợi dụng các sản phẩm âm nhạc của cô nhằm thu lợi nhuận sau khi cô qua đời. Cùng trong bài đánh giá của mình, Andrew Chan viết rằng: "khi mới nhìn liếc qua danh sách bài hát của album, người ta có thể thấy được động cơ của một công ty thu âm tham lam với những hiểu biết hời hợt, nông cạn về di sản của người nghệ sĩ."

## Diễn biến thương mại
Whitney Houston Live: Her Greatest Performances ra mắt trên bảng xếp hạng iTunes Anh tại vị trí thứ 56. Vị trí cao nhất của album trên bảng xếp hạng này là thứ 52. Album cũng xuất hiện trên bảng xếp hạng iTunes Mĩ, Pháp, Đức, Italy, Canada, Tây Ban Nha và Brazil. Album xuất hiện tại bảng xếp hạng UK Albums Chart tại vị trí thứ 31 vào giữa tuần 15 tháng 11 năm 2014, sau đó lùi xuống vị trí thứ 33 và ra mắt chính thức tại vị trí thứ 66 trong bảng xếp hạng tuần 22 tháng 11 năm 2014. Phiên bản The Ultimate Edition xuất hiện trên bảng xếp hạng UK Albums Chart tại vị trí thứ 32 cũng vào giữa tuần 15 tháng 11 năm 2014, sau đó ra mắt chính thức tại vị trí thứ 33 trong bảng xếp hạng tuần 22 tháng 11 năm 2014.
Tại Mĩ, trong tuần 22 tháng 11 năm 2014, album đã xuất hiện trên bảng xếp hạng Billboard R&B Albums, Billboard Top R&B/Hip Hop Albums và Billboard Hot 200 lần lượt tại các vị trí thứ 1, thứ 2 và thứ 17 với doanh số 22.000 bản. Trong bảng xếp hạng Hot 200 tuần 29 tháng 11 năm 2014, album đã ra mắt chính thức tại vị trí thứ 19. Album duy trì vị trí thứ 1 và thứ 2 lần lượt trên các bảng xếp hạng Billboard R&B Albums và Billboard Top R&B/Hip Hop Albums trong 2 tuần liên tiếp, sau đó lần lượt tụt xuống vị trí thứ 4. và thứ 9. Album giữ vị trí thứ 4 trên bảng xếp hạng R&B Albums trong 2 tuần liên tiếp. Trên bảng xếp hạng Billboard Hot 200, album cũng lùi từ vị trí thứ 19 xuống vị trí thứ 45 trong tuần tiếp theo, và tiếp tục tụt xuống trong các tuần kế tiếp tại các vị trí thứ 83, thứ 103.

## Danh sách và thứ tự các bài hát

### CD
Album được phát hành 2 phiên bản dưới định dạng CD. Phiên bản thứ nhất là phiên bản chuẩn, phiên bản thứ hai có tên Whitney Houston Live: Her Greatest Performances — Ultimate Edition. Phiên bản thứ hai có thêm một CD chứa các bài hát trong album The Ultimate Collection của Whitney phát hành năm 2007.
| Đĩa 1 (Phiên bản chuẩn) | Đĩa 1 (Phiên bản chuẩn)                                                           | Đĩa 1 (Phiên bản chuẩn)                                                                | Đĩa 1 (Phiên bản chuẩn)                                                    | Đĩa 1 (Phiên bản chuẩn) |
| STT                     | Nhan đề                                                                           | Sáng tác                                                                               | Bài hát trực tiếp lấy từ                                                   | Thời lượng              |
| ----------------------- | --------------------------------------------------------------------------------- | -------------------------------------------------------------------------------------- | -------------------------------------------------------------------------- | ----------------------- |
| 1.                      | "Home"                                                                            | Charlie Smalls                                                                         | The Merv Griffin Show, 1983                                                | 4:39                    |
| 2.                      | "You Give Good Love"                                                              | LaLa                                                                                   | The Tonight Show Starring Johnny Carson, 1985                              | 4:15                    |
| 3.                      | "How Will I Know"                                                                 | George Merrill, Shannon Rubicam, Narada Michael Walden                                 | The BRIT Awards, 1987                                                      | 4:00                    |
| 4.                      | "One Moment in Time"                                                              | Albert Hammond, John Bettis                                                            | 31st Annual Grammy Awards, 1989                                            | 5:33                    |
| 5.                      | "Greatest Love of All"                                                            | Linda Creed, Michael Masser                                                            | That’s What Friends Are For: Arista Records 15th Anniversary Concert, 1990 | 6:50                    |
| 6.                      | "I Wanna Dance with Somebody (Who Loves Me)"                                      | Merrill, Rubicam                                                                       | That’s What Friends Are For: Arista Records 15th Anniversary Concert, 1990 | 4:27                    |
| 7.                      | "The Star Spangled Banner"                                                        | Francis Scott Key, John Stafford Smith                                                 | Super Bowl XXV, 1991                                                       | 2:15                    |
| 8.                      | "All The Man That I Need"                                                         | Dean Pitchford, Michael Gore                                                           | Welcome Home Heroes, 1991                                                  | 5:07                    |
| 9.                      | "I'm Your Baby Tonight"                                                           | L.A. Reid, Babyface                                                                    | Welcome Home Heroes, 1991                                                  | 4:28                    |
| 10.                     | "A Song for You"                                                                  | Leon Russell                                                                           | Welcome Home Heroes, 1991                                                  | 6:03                    |
| 11.                     | "Medley: I Loves You Porgy / And I Am Telling You I'm Not Going / I Have Nothing" | George Gershwin, Ira Gershwin / Tom Eyen, Henry Krieger / David Foster, Linda Thompson | The 21st Annual American Music Awards, 1994                                | 10:00                   |
| 12.                     | "I'm Every Woman"                                                                 | Nickolas Ashford, Valerie Simpson                                                      | The Concert for a New South Africa, 1994                                   | 3:55                    |
| 13.                     | "I Will Always Love You"                                                          | Dolly Parton                                                                           | The Concert for a New South Africa, 1994                                   | 5:59                    |
| 14.                     | "My Love Is Your Love"                                                            | Wyclef Jean, Jerry Duplessis                                                           | Late Show with David Letterman, 1998                                       | 3:46                    |
| 15.                     | "I Believe in You and Me"                                                         | Sandy Linzer, David Wolfert                                                            | The 16th Annual World Music Awards, 2004                                   | 3:45                    |
| 16.                     | "I Didn't Know My Own Strength"                                                   | Diane Warren                                                                           | The Oprah Winfrey Show, 2009                                               | 4:35                    |
| Tổng thời lượng:        | Tổng thời lượng:                                                                  | Tổng thời lượng:                                                                       | Tổng thời lượng:                                                           | 79:38                   |

| Đĩa 2 (đĩa thêm của phiên bản Whitney Houston Live: Her Greatest Performances — Ultimate Edition) | Đĩa 2 (đĩa thêm của phiên bản Whitney Houston Live: Her Greatest Performances — Ultimate Edition) | Đĩa 2 (đĩa thêm của phiên bản Whitney Houston Live: Her Greatest Performances — Ultimate Edition) | Đĩa 2 (đĩa thêm của phiên bản Whitney Houston Live: Her Greatest Performances — Ultimate Edition) | Đĩa 2 (đĩa thêm của phiên bản Whitney Houston Live: Her Greatest Performances — Ultimate Edition) |
| STT                                                                                               | Nhan đề                                                                                           | Sáng tác                                                                                          | Sản xuất                                                                                          | Thời lượng                                                                                        |
| ------------------------------------------------------------------------------------------------- | ------------------------------------------------------------------------------------------------- | ------------------------------------------------------------------------------------------------- | ------------------------------------------------------------------------------------------------- | ------------------------------------------------------------------------------------------------- |
| 1.                                                                                                | "I Will Always Love You"                                                                          | Dolly Parton                                                                                      | David Foster                                                                                      | 4:23                                                                                              |
| 2.                                                                                                | "Saving All My Love for You"                                                                      | Gerry Goffin, Michael Masser                                                                      | Michael Masser                                                                                    | 3:45                                                                                              |
| 3.                                                                                                | "Greatest Love of All"                                                                            | Linda Creed, Michael Masser                                                                       | Michael Masser                                                                                    | 4:46                                                                                              |
| 4.                                                                                                | "One Moment in Time" (phối khí lại)                                                               | Albert Hammond, John Bettis                                                                       |                                                                                                   | 4:43                                                                                              |
| 5.                                                                                                | "I Wanna Dance with Somebody (Who Loves Me)" (phối khí lại)                                       | George Merrill, Shannon Rubicam                                                                   | Narada Michael Walden                                                                             | 4:49                                                                                              |
| 6.                                                                                                | "How Will I Know" (phối khí lại)                                                                  | George Merrill, Shannon Rubicam, Narada Michael Walden                                            | Narada Michael Walden                                                                             | 4:33                                                                                              |
| 7.                                                                                                | "So Emotional" (phối khí lại)                                                                     | Billy Steinberg, Tom Kelly                                                                        | Narada Michael Walden                                                                             | 4:32                                                                                              |
| 8.                                                                                                | "When You Believe" (hát cùng với Mariah Carey)                                                    | Stephen Schwartz                                                                                  | Babyface                                                                                          | 4:32                                                                                              |
| 9.                                                                                                | "Where Do Broken Hearts Go" (phối khí lại)                                                        | Frank Wildhorn, Chuck Jackson                                                                     | Narada Michael Walden                                                                             | 4:35                                                                                              |
| 10.                                                                                               | "I'm Your Baby Tonight"                                                                           | L.A. Reid, Babyface                                                                               | L.A. Reid, Babyface                                                                               | 4:11                                                                                              |
| 11.                                                                                               | "Didn't We Almost Have It All"                                                                    | Michael Masser, Will Jennings                                                                     | Michael Masser                                                                                    | 4:34                                                                                              |
| 12.                                                                                               | "Run to You"                                                                                      | Allan Rich, Jud Friedman                                                                          | David Foster                                                                                      | 4:23                                                                                              |
| 13.                                                                                               | "Exhale (Shoop Shoop)" (phối khí lại)                                                             | Babyface                                                                                          | Babyface                                                                                          | 3:20                                                                                              |
| 14.                                                                                               | "If I Told You That" (hát cùng với George Michael (hiệu chỉnh cho các đài phát thanh))            | Rodney Jerkins, Fred Jerkins III, LaShawn Daniels, Tony Estes                                     | Rodney Jerkins                                                                                    | 4:05                                                                                              |
| 15.                                                                                               | "I Have Nothing" (phối khí lại)                                                                   | David Foster, Linda Thompson                                                                      | David Foster                                                                                      | 4:47                                                                                              |
| 16.                                                                                               | "I'm Every Woman"                                                                                 | Nickolas Ashford, Valerie Simpson                                                                 | Narada Michael Walden                                                                             | 4:39                                                                                              |
| 17.                                                                                               | "It's Not Right but It's Okay"                                                                    | Rodney Jerkins, Fred Jerkins III, LaShawn Daniels, Isaac Phillips, Tony Estes                     | Rodney Jerkins                                                                                    | 4:39                                                                                              |
| 18.                                                                                               | "My Love Is Your Love"                                                                            | Wyclef Jean, Jerry Duplessis                                                                      | Wyclef Jean, Jerry Duplessis                                                                      | 3:55                                                                                              |
| Tổng thời lượng:                                                                                  | Tổng thời lượng:                                                                                  | Tổng thời lượng:                                                                                  | Tổng thời lượng:                                                                                  | 79:26                                                                                             |

### DVD
Nguồn:
| STT              | Nhan đề                                                                           | Sáng tác                                                                               | Bài hát trực tiếp lấy từ                                                   | Thời lượng |
| ---------------- | --------------------------------------------------------------------------------- | -------------------------------------------------------------------------------------- | -------------------------------------------------------------------------- | ---------- |
| 1.               | "Home"                                                                            | Charlie Smalls                                                                         | The Merv Griffin Show, 1983                                                | 4:39       |
| 2.               | "You Give Good Love"                                                              | LaLa                                                                                   | The Tonight Show Starring Johnny Carson, 1985                              | 4:15       |
| 3.               | "How Will I Know"                                                                 | George Merrill, Shannon Rubicam, Narada Michael Walden                                 | The BRIT Awards, 1987                                                      | 4:00       |
| 4.               | "One Moment in Time"                                                              | Albert Hammond, John Bettis                                                            | 31st Annual Grammy Awards, 1989                                            | 5:33       |
| 5.               | "Greatest Love of All"                                                            | Linda Creed, Michael Masser                                                            | That's What Friends Are For: Arista Records 15th Anniversary Concert, 1990 | 6:50       |
| 6.               | "I Wanna Dance with Somebody (Who Loves Me)"                                      | Merrill, Rubicam                                                                       | That's What Friends Are For: Arista Records 15th Anniversary Concert, 1990 | 4:27       |
| 7.               | "The Star Spangled Banner"                                                        | Francis Scott Key, John Stafford Smith                                                 | Super Bowl XXV, 1991                                                       | 2:15       |
| 8.               | "All the Man That I Need"                                                         | Dean Pitchford, Michael Gore                                                           | Welcome Home Heroes, 1991                                                  | 5:07       |
| 9.               | "I'm Your Baby Tonight"                                                           | L.A. Reid, Babyface                                                                    | Welcome Home Heroes, 1991                                                  | 4:28       |
| 10.              | "A Song for You"                                                                  | Leon Russell                                                                           | Welcome Home Heroes, 1991                                                  | 6:03       |
| 11.              | "Medley: I Loves You Porgy / And I Am Telling You I'm Not Going / I Have Nothing" | George Gershwin, Ira Gershwin / Tom Eyen, Henry Krieger / David Foster, Linda Thompson | The 21st Annual American Music Awards, 1994                                | 10:00      |
| 12.              | "I'm Every Woman"                                                                 | Nickolas Ashford, Valerie Simpson                                                      | The Concert for a New South Africa, 1994                                   | 3:55       |
| 13.              | "I Will Always Love You"                                                          | Dolly Parton                                                                           | The Concert for a New South Africa, 1994                                   | 5:59       |
| 14.              | "My Love Is Your Love"                                                            | Wyclef Jean, Jerry Duplessis                                                           | Music Video, 1998                                                          | 4:16       |
| 15.              | "My Love Is Your Love"                                                            | Wyclef Jean, Jerry Duplessis                                                           | Late Show with David Letterman, 1998                                       | 3:46       |
| 16.              | "When You Believe" (hát cùng với Mariah Carey)                                    | Stephen Schwartz, Babyface                                                             | The 71st Annual Academy Awards, 1999                                       | 4:00       |
| 17.              | "I Believe in You and Me"                                                         | Sandy Linzer, David Wolfert                                                            | The 16th Annual World Music Awards, 2004                                   | 3:45       |
| 18.              | "I Didn't Know My Own Strength"                                                   | Diane Warren                                                                           | The Oprah Winfrey Show, 2009                                               | 4:35       |
| Tổng thời lượng: | Tổng thời lượng:                                                                  | Tổng thời lượng:                                                                       | Tổng thời lượng:                                                           | 87:54      |

## Xếp hạng
| Bảng xếp hạng (2014)                          | Vị trí cao nhất        |
| --------------------------------------------- | ---------------------- |
| Anh (UK Albums Chart)                         | 66 (Phiên bản chuẩn)   |
| Anh (UK Albums Chart)                         | 33 (Phiên bản cao cấp) |
| Anh (UK R&B Albums)                           | 2 (Phiên bản chuẩn)    |
| Anh (UK R&B Albums)                           | 4 (Phiên bản cao cấp)  |
| Ireland (Irish Album Charts)                  | 63                     |
| Hà Lan (Mega Album Top 100)                   | 63                     |
| Bỉ (Ultratop 200 Albums: Flemish Chart)       | 111                    |
| Bỉ (Ultratop 200 Albums: Walloon Chart)       | 84                     |
| Pháp (France Albums Chart)                    | 123                    |
| Tây Ban Nha (PROMUSICAE Albums Chart)         | 43                     |
| Italy (FIMI Albums Chart)                     | 34                     |
| Italy (FIMI Top Music DVD)                    | 19                     |
| Nam Hàn Quốc (Gaon All Music Album Chart)     | 60                     |
| Nam Hàn Quốc (Gaon International Album Chart) | 16                     |
| Hoa Kỳ (Billboard 200)                        | 19                     |
| Hoa Kỳ (Billboard Top R&B/Hip Hop Albums)     | 2                      |
| Hoa Kỳ (Billboard Top R&B Albums)             | 1                      |
| Bảng xếp hạng (2015)                          | Vị trí cao nhất        |
| Anh (UK R&B Albums)                           | 17 (Phiên bản cao cấp) |
| Hoa Kỳ (Billboard 200)                        | 188                    |
| Hoa Kỳ (Billboard Top R&B/Hip Hop Albums)     | 13                     |
| Hoa Kỳ (Billboard Top R&B Albums)             | 7                      |

| Bảng xếp hạng (2014)                      | Vị trí |
| ----------------------------------------- | ------ |
| Hoa Kỳ (Billboard Top R&B/Hip Hop Albums) | 100    |

## Lịch sử phát hành
| Quốc gia    | Ngày phát hành       | Nhãn hiệu                                        | Định dạng                | Chú thích            |
| ----------- | -------------------- | ------------------------------------------------ | ------------------------ | -------------------- |
| Mĩ          | 10 tháng 11 năm 2014 | Arista Records, Legacy Recordings, Sony Music CG | CD, DVD, Tải kĩ thuật số | [ 64 ] [ 65 ] [ 66 ] |
| Anh         | 10 tháng 11 năm 2014 | Arista Records, Legacy Recordings, Sony Music CG | CD, DVD, Tải kĩ thuật số | [ 67 ]               |
| Úc          | 14 tháng 11 năm 2014 | Arista Records, Legacy Recordings, Sony Music CG | CD, DVD, Tải kĩ thuật số | [ 68 ] [ 69 ] [ 70 ] |
| Canada      | 10 tháng 11 năm 2014 | Arista Records, Legacy Recordings, Sony Music CG | CD, DVD, Tải kĩ thuật số | [ 71 ]               |
| Đức         | 7 tháng 11 năm 2014  | Arista Records, Legacy Recordings, Sony Music CG | CD, DVD, Tải kĩ thuật số | [ 72 ] [ 73 ]        |
| Pháp        | 10 tháng 11 năm 2014 | Arista Records, Legacy Recordings, Sony Music CG | CD, DVD, Tải kĩ thuật số | [ 74 ]               |
| Italy       | 10 tháng 11 năm 2014 | Arista Records, Legacy Recordings, Sony Music CG | CD, DVD, Tải kĩ thuật số | [ 75 ]               |
| Nhật Bản    | 12 tháng 11 năm 2014 | Arista Records, Legacy Recordings, Sony Music CG | CD, DVD, Tải kĩ thuật số | [ 76 ] [ 77 ]        |
| Ba Lan      | 11 tháng 11 năm 2014 | Arista Records, Legacy Recordings, Sony Music CG | CD, DVD                  | [ 78 ] [ 79 ] [ 80 ] |
| New Zealand | 14 tháng 11 năm 2014 | Arista Records, Legacy Recordings, Sony Music CG | CD, DVD                  | [ 81 ] [ 82 ]        |
| Toàn cầu    | 10 tháng 11 năm 2014 | Arista Records, Legacy Recordings, Sony Music CG | Tải kĩ thuật số          | [ 64 ]               |